# Warth (Hennef)

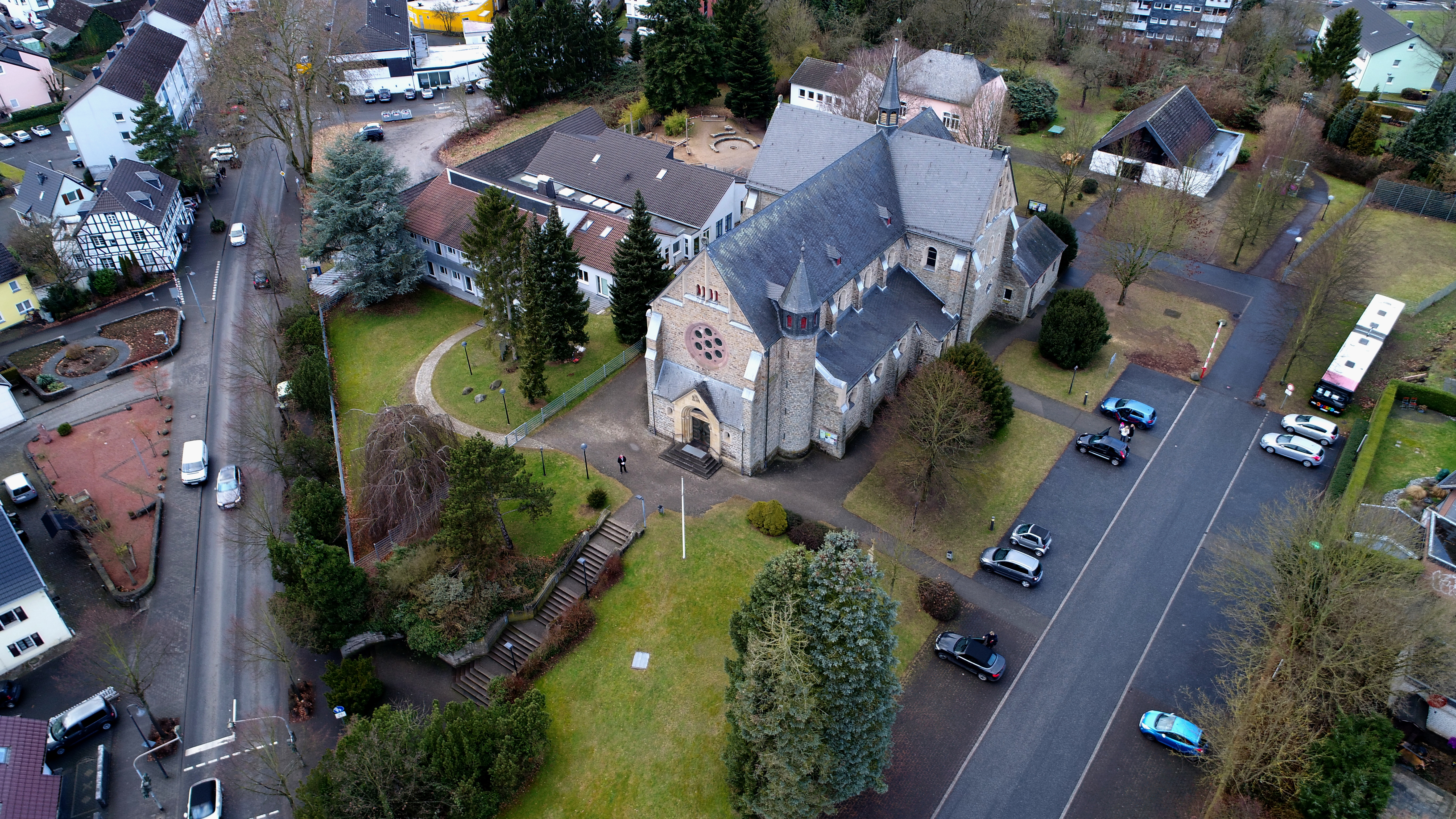
Pfarrkirche Liebfrauen, Luftaufnahme (2017)

Warth ist ein Stadtteil der Stadt Hennef (Sieg) im Rhein-Sieg-Kreis in Nordrhein-Westfalen. Warth wird heute in der Statistik der Stadt Hennef nicht mehr gesondert ausgewiesen.

## Lage
Das ehemalige Dorf liegt in einer Höhe von 80 Metern über N.N. in den Gemarkungen Geistingen (westlicher Teil) und Striefen (östlicher Teil).

## Geschichte
In Warth bestand zumindest von 1622 bis 1755 eine Poststation der von den (Thurn und) Taxis betriebenen Kaiserlichen Reichspost, die im denkmalgeschützten Dreigiebelhaus ansässig war. Die Pfarrkirche Liebfrauen wurde 1906 erbaut und ersetzte die bis 1907 bestehende Kapelle Zum Heiligen Nepomuk. In ihr befindet sich eine Kopie des Werdener Kreuzes aus dem Jahr 1060/70.
Bis 1935 gehörte Warth zur Gemeinde Geistingen. Am 10. August 1935 wurde Warth mit Geistingen durch das Oberpräsidium der Rheinprovinz Hennef zugeordnet.